# Gonzalo Martínez Ortega
Gonzalo Martínez Ortega (Santa Rosalía de Camargo, 27 de abril de 1934—Cuernavaca, 2 de junho de 1998) foi um ator, roteirista, produtor e cineasta mexicano.

## Filmografia

### Cinema

#### Como cineasta
- 1973: El principio
- 1976: Longitud de guerra
- 1978: El jardín de los cerezos
- 1980: El Noa Noa
- 1980: Del otro lado del puente
- 1981: El testamento
- 1982: Es mi vida
- 1985: El hombre de la mandolina
- 1999: Un claroscuro de la luna

#### Como roteirista
- 1971: Siempre hay una primera vez
- 1973: El principio
- 1976: Longitud de guerra
- 1978: El jardín de los cerezos
- 1982: Es mi vida
- 1985: El hombre de la mandolina

#### Como ator
- 1970: Crates
- 1981: Que viva Tepito!
- 1983: El guerrillero del norte

### Televisão

#### Como diretor
- 1978: Del otro lado del puente
- 1986: La gloria y el infierno
- 1986: El padre Gallo
- 1987: Tal como somos
- 1989: Luz y sombra
- 1994: Primeira parte de El vuelo del águila
- 1996: La antorcha encendida

#### Como roteirista
- 1970: Homenaje a Leopoldo Méndez

#### Como produtor
- 1982: Semana santa entre los mayos
- 1986: La gloria y el infierno
- 1989: Luz y sombra
- 1990: La fuerza del amor